# 艾內科斯基

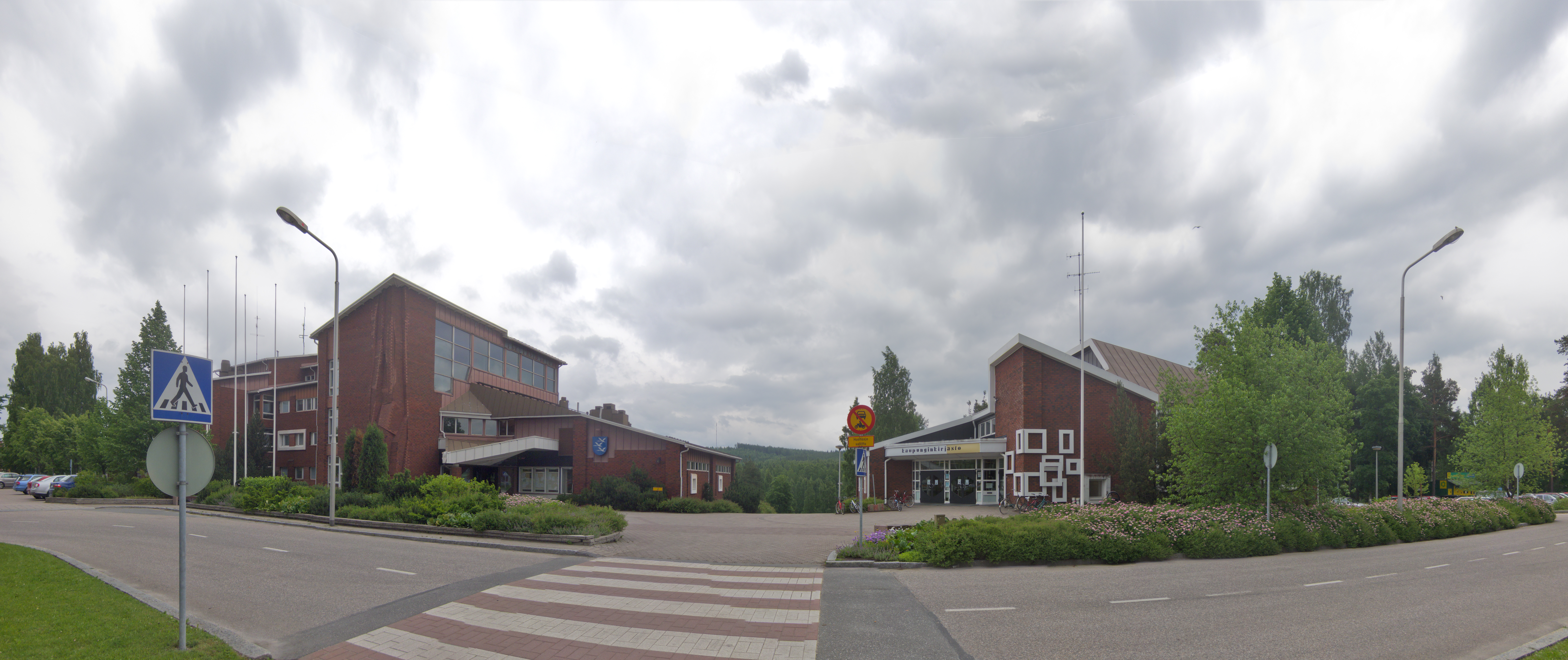

艾內科斯基是芬蘭的城鎮，位於該國中部，距離于韋斯屈萊40公里，由中芬蘭區負責管轄，面積1,138.38平方公里，2012年人口20,360，其中約99%居民的母語是芬蘭語。

## 外部連結
- Town of Äänekoski （页面存档备份，存于） – Official website